# قلعة مالبورك
قلعة الحكم التوتوني في مالبورك (بالبولندية: Zamek w Malborku)‏؛ (بالألمانية: Ordensburg Marienburg)‏ هي قلعة توتونية تعود للقرن الثالث عشر وتقع بالقرب من مدينة مالبورك ببولندا. هي أكبر قلعة في العالم من حيث مساحة الأرض، ومدرجة على لائحة التراث العالمي التابعة لليونسكو.